# Área de conservación Osa
El área de conservación Osa (ACOSA) es un área que cubre parcialmente el Pacífico Sur de Costa Rica y forma parte del Sistema Nacional de Áreas de Conservación.

## Áreas protegidas
- Humedal Térraba-Sierpe
- Parque nacional Corcovado
- Parque nacional Marino Ballena
- Parque nacional Piedras Blancas
- Refugio de Vida Silvestre Carate (Mixto)
- Refugio de Vida Silvestre Cerro Dantas (Privado)
- Refugio de Vida Silvestre Golfito (Mixto)
- Refugio de Vida Silvestre Osa (Mixto)
- Refugio de Vida Silvestre Pejeperro
- Refugio de Vida Silvestre Preciosa Platanares (Mixto)
- Refugio de Vida Silvestre Punta Río Claro (Mixto)
- Refugio de Vida Silvestre Quillotro (Mixto)
- Refugio de Vida Silvestre Rancho La Merced (Mixto)
- Reserva Biológica Isla del Caño
- Reserva forestal Golfo Dulce